# Оби-Ван Кеноби
О́би-Ван «Бен» Кено́би (англ. Obi-Wan “Ben” Kenobi) — персонаж медиафраншизы «Звёздные войны».
Оби-Ван — один из наиболее заметных персонажей саги, вместе с R2-D2 и C-3PO является одним из немногих главных персонажей, появлявшихся (в той или иной форме) в семи фильмах франшизы. Он был сыгран в IV—VI эпизодах Алеком Гиннессом, а в I—III, VII и IX (голос) эпизодах и сольном сериале — Юэном Макгрегором.
Впервые Кеноби появляется в оригинальной трилогии и, по-видимому, ведёт отшельнический образ жизни. В то же время он наблюдает за Люком, который живёт на ферме своего дяди. Выясняется, что он — рыцарь-джедай, а затем он обучает Люка Скайуокера джедайскому искусству. В I—III эпизодах он появляется как молодой джедай, который из ученика перевоплощается в учителя и обучает молодого Энакина Скайуокера. Литература вне фильмов дополняет его жизнь большим количеством деталей («Звёздные войны: Ученик джедая»). В IV эпизоде судьба (как потом выясняется — вновь) сводит Оби-Вана с сыном Энакина Люком. Оби-Ван начинает его обучение, но вскоре воссоединяется с Силой. Он возвращается в виде духа и помогает юному Люку Скайуокеру в его продвижении по пути джедая. Некоторые источники гласят, что даже после уничтожения Звезды смерти и гибели Императора (финал шестого эпизода) Оби-Ван продолжал посещать Люка Скайуокера в образе силы и помогал ему советами и подсказками. Учитывая, что в форму призраков перевоплотились и магистр Йода, и отец Люка Энакин, можно предположить, что Люк говорил со всеми призраками. В VII эпизоде слышен голос Оби-Вана в тот момент, когда Рей берёт в руки меч Энакина и Люка.
Исполнение Гиннесса в роли Оби-Вана в фильме «Звёздные войны. Эпизод IV: Новая надежда» (1977) принесло ему номинацию на премию «Оскар» в категории «Лучшая мужская роль второго плана», единственную актёрскую номинацию для фильмов франшизы «Звёздные войны». Исполнение Макгрегора как персонажа в приквелах также получило похвалу, что считается одним из основных моментов обычно критикуемой трилогии. Макгрегор вернулся к роли Оби-Вана в одноименном сериале на Disney+, посвященном персонажу, действие которого происходит через 10 лет после событий фильма «Звёздные войны. Эпизод III: Месть ситхов» и до событий фильма «Звёздные войны. Эпизод IV: Новая надежда».

## Личность
В юности (примерно во время действия фильма «Эпизод I: Скрытая угроза») верный и преданный Оби-Ван Кеноби обладал сдержанным чувством юмора и язвительным умом. Йода говорил, что он чувствует, будто независимый рыцарь-джедай Квай-Гон Джинн пренебрегает им; тем не менее, он очень благосклонно о нём отзывается. Сам Джинн хвалил достойные знания и потенциал Кеноби. Как рыцарь-джедай, он был мудр не по годам. Его скромность и мягкая манера речи контрастируют с его воинской доблестью. Умелый пилот (который, по иронии судьбы, не любит летать), Кеноби может сотворить мир словами, за что во время Войн клонов получил прозвище «Переговорщик». Как и его учитель, Оби-Ван интроспективен и сдержан.
Во втором сезоне анимационного сериала 2008 года «Войны клонов» (12—14 серии) Кеноби встречает свою давнюю знакомую — герцогиню Сатин. Выясняется, что много лет назад Квай-Гон Джинн и Кеноби около года провели на Мандалоре, защищая герцогиню от наёмников. Тогда Сатин и Кеноби прониклись взаимной симпатией. В 13-й серии 2-го сезона сериала Сатин под угрозой смерти признаётся, что она любила Оби-Вана, всё это время, когда он защищал её вместе с Квай-Гоном Джинном, и что она до сих пор его любит, на что джедай также признаётся в ответ: «Молви ты хоть слово, я бы покинул орден джедаев». Таким образом, в судьбах Оби-Вана Кеноби и Энакина Скайуокера обнаруживаются сходные моменты, которые в итоге получили разное продолжение.
В фильме «Изгой-один. Звездные войны: Истории» вспоминается сенатором Органой, как старый друг, который помогал ему в войне клонов.
В классической трилогии он появляется как добрый и эксцентричный старый отшельник с Юндландской Пустоши и маг для тех, кто не знаком с путями Силы.
Оби-Ван является поистине одним из величайших джедаев, сумевших в реальности воплотить основные добродетели: терпение, добро, мудрость. Нет сомнения в том, что Люк не справился бы с возложенными на него надеждами без советов Оби-Вана. Переход Кеноби в состояние призрака Силы свидетельствует о том, что в своём развитии он достиг высот совершенства. И в конце «Возвращения Джедая» мы видим видение Люка: перед ним предстают три великих джедая: Йода, Оби-Ван Кеноби и Энакин Скайуокер.

## Появления

### Эпизод I: Скрытая угроза
В начале «Скрытой угрозы» 25-летний Оби Ван Кеноби — падаван, то есть ученик, Квай-Гона. Он составляет компанию Квай-Гону в путешествии на Набу, планету, которой управляет юная королева Падме Амидала. После внеплановой посадки из-за повреждений звездолета на Татуине его учитель знакомится с Энакином Скайуокером, юным рабом, демонстрирующим колоссальный потенциал Силы. Веря, что это мальчик из пророчества об «Избранном», который восстановит равновесие Силы, уничтожив использующих темную сторону Силы ситхов, магистр Джинн желает, чтобы мальчик прошёл обучение и стал джедаем. Кеноби также поражен беспрецедентным количеством мидихлориан у Энакина и сильным потенциалом Силы, но изначально считает нецелесообразным обучать мальчика, полагая, что он чересчур взрослый для этого и у него слишком много эмоциональных привязанностей, чтобы быть джедаем. Совет Джедаев согласен с Кеноби и запрещает обучать Энакина. Квай-Гон отвечает, что он тем не менее возьмет Энакина в падаваны и сообщает совету, что Кеноби, его нынешний падаван, готов стать полноценным рыцарем-джедаем. Оби-Ван поражен и польщен заявлением Квай-Гона, но времени у этих двоих мало. Они отправляются на планету Набу, чтобы спасти тамошний народ от тирании Торговой Федерации. На Набу Оби-Ван помогает людям королевы Амидалы освободить дворец, и вместе с Квай-Гоном они натыкаются на воина ситха Дарта Мола. Между Квай-Гоном, Оби-Ваном и Дартом Молом завязывается схватка, в ходе которой Оби-Ван очень самоотверженно сражается, но, к сожалению, долго поддерживать своего учителя не может, так как Мол сталкивает его с моста, где джедаи сражались с ним, и Оби-Ван падаёт. Он выживает и спешит на помощь Квай-Гону, но ему так и не удаётся помочь своему наставнику. Дарт Мол пронзил старого джедая своим световым мечом, и Оби-Вану пришлось сражаться в одиночку. Несмотря на явное превосходство Мола (ситх владел двойным световым мечом, такие комбинации называют «световой посох», и вдобавок он неплохо владел Силой) Оби-Ван побеждает ситха, и спешит на помощь умирающему Квай-Гону, но единственное, что Оби-Ван может сделать для своего наставника — исполнить его последнюю волю и взять в ученики маленького Энакина. Оби-Ван, пусть с некоторой незаметной неохотой, но всё же берёт Энакина в ученики, уговорив магистра Йоду дать ему право на обучение юного Скайуокера. Йода нехотя соглашается, а также официально даёт Оби-Вану звание рыцаря-джедая.

### Эпизод II: Атака клонов
Прошло десять лет после событий «Эпизода I». Оби-Ван и его падаван Энакин Скайуокер получают задание защищать сенатора Падме Амидалу. Они становятся свидетелями покушения на жизнь Падме. Погоня приводит их к непосредственной исполнительнице заказа, однако она ничего не может поведать джедаям, ибо её убивают на их глазах отравленным дротиком.
Позже Оби-Ван с помощью своего старого друга узнает, что дротик был создан на планете Камино, о которой ничего не известно в базе данных ордена. С помощью магистра Йоды он узнает, что информацию о ней могли стереть из базы данных. Поэтому Оби-Ван лично полетел в то место, где должна быть планета, и находит её. Приземлившись, он с удивлением обнаруживает, что его там давно ждали. Оби-Ван встретился с премьер-министром Камино, который сообщает ему, что заказ армии клонов будет исполнен в срок. После осмотра Оби-Ван встречается с наемником Джанго Феттом, который послужил образцом для армии. Затем Оби-Ван сообщает обо всём увиденном Совету и получает новое задание: поймать и привести на Корусант Джанго Фетта для допроса.
Попытка захватить его на Камино обернулась неудачей, но Оби-Ван успел поставить на его корабль жучок до того, как он улетел. С помощью жучка он находит его на орбите Джеонозиса. Попытки Джанго оторваться провалились. Попав на Джеонозис, Оби-Ван обнаруживает, что на планете находится завод для производства дроидов для армии Сепаратистов, которой руководит Граф Дуку. Оби-Ван пересылает сообщение Энакину Скайуокеру на Татуин, а тот пересылает его Совету Джедаев. Во время трансляции сообщения Кеноби захватывают в плен. Позже Дуку предлагает джедаю переметнуться к нему и уничтожить ситха, который руководит республикой (Дарт Сидиус), но Оби-Ван отказывается. Затем его и Падме с Энакином собираются казнить, но вовремя подоспевшие джедаи во главе с магистром Винду спасают их. В борьбе с боевыми дроидами джедаи понесли потери, но в это время появились клоны с магистром Йодой. Завязывается сражение, которое в дальнейшем станет началом Войн клонов. Оби-Ван, Энакин и Падме преследуют улизнувшего графа Дуку. Наконец, они настигают его в ангаре. Дуку отбрасывает Скайуокера в сторону и между Оби-Ваном и ситхом завязывается бой. В бою Дуку ранит Оби-Вана и собирается добить, но Энакин мешает ему это сделать. В бою Дуку отрубает Энакину руку. Вовремя подоспевший магистр Йода спасает обоих, но упускает графа Дуку.

### Эпизод III: Месть ситхов
В этом фильме Оби-Ван предстает перед нами в возрасте 38 лет, спустя 3 года после событий предыдущего фильма. Теперь он, как и его бывший падаван, генерал, герой Республики, который выиграл много боев. В эпизоде третьем («Месть Ситхов») Оби-Ван Кеноби получает звание магистра и входит в состав Совета джедаев.
В начале фильма Оби-Ван и Энакин прибывают на Корусант, чтобы спасти похищенного канцлера Палпатина с корабля сепаратистов «Незримая длань». Канцлер впоследствии возьмет под свой контроль армию клонов, присоединив её к Галактической Империи.
Оби-Ван и Энакин проникают на космический корабль генерала Гривуса и прорываются с боем в помещение, где держат Палпатина, тем самым попадая в ловушку графа Дуку, который пытается убить Кеноби и победить Энакина, но в конце концов Энакин побеждает в схватке графа Дуку, отрубая ему обе руки, а впоследствии и голову по приказу канцлера Палпатина. Энакин не может оставить своего наставника, так как он лежит без сознания под обвалом металлолома, устроенным графом Дуку.
Когда Палпатин предлагает Энакина на должность магистра джедаев, Оби-Ван говорит, что Энакин слишком молодой, чтобы быть полноправным членом Совета джедаев, и Энакину даются только частичные привилегии магистров. Энакин протестует: его не назначили магистром джедаев и приказали следить за Палпатином. Разгневанный Энакин перестает доверять Совету.
Кеноби приказывают убрать Генерала Гривуса, таким образом предоставив полную свободу действий Палпатину, который продолжает переманивать Энакина на Тёмную сторону Силы. Ему это удаётся. Энакин принимает решение стать ситхом и берёт ситхское имя Дарт Вейдер, данное ему Дартом Сидиусом. Приказ Совета Джедаев снова вызывает недоверие у Энакина, так как Палпатин внушил Энакину, что только он должен возглавить нападение на Генерала Гривуса.
Тем временем Кеноби сражается с генералом Гривусом. Во время битвы он сначала отсекает ему руки, а потом и убивает Гривуса. Несколько позже, когда Кеноби прилетает к армии клонов, они пытаются его уничтожить (действуя согласно легендарному приказу Палпатина номер 66).
Вместе с Йодой и Бейлом Органой Кеноби отправляется на Корусант, где магистры видят, что все джедаи в храме убиты, каждый юнлинг (будущий джедай) тоже убит, причём юных учеников убил Энакин Скайуокер.
Кеноби находит Энакина Скайуокера на вулканической планете Мустафар и пытается вернуть его на светлую сторону Силы. Энакин Скайуокер и Оби-Ван вступают в схватку посреди рек лавы. Дарт Вейдер не слушает доводов Кеноби и в конце концов Оби-Ван отрубает Вейдеру ноги и руку, и тот остается догорать среди лавы. После этого он отвёз Падме в медицинский центр на Полис-Масса. Там она рожает близнецов Люка и Лею, после чего умирает, успев сказать Кеноби, что в её муже есть добро.
Джедаи и сенатор принимают решение спрятать детей и разделить. Девочку возьмет сенатор Органа, а мальчика доставят на Татуин к родственникам (Ларсам) и Оби-Ван будет там за ним присматривать. Оби-Ван уходит в подполье.

### Повстанцы
Через 15 лет после приказа 66, выживший джедай Кейнан Джаррус на борту корабля «Призрак» включает закодированное послание Кеноби, которое тот оставил в разрушенном Храме Джедаев на Корусанте. Оби-Ван произносит следующее: «говорит Оби-Ван Кеноби. С прискорбием сообщаю, что наш Орден Джедаев и Республика пали, и мрачная тень Империи поднялась, чтобы занять их место. Это послание — предупреждение и напоминание всем уцелевшим джедаям: доверьтесь Силе. Не возвращайтесь в Храм, его время миновало, а наше будущее неясно. Каждому из нас будет брошен вызов. Нашему доверию, нашей вере, нашей дружбе. Но мы должны устоять. И со временем новая надежда взойдёт. Да пребудет с Вами Сила. Всегда».
Два года спустя уцелевший бывший ситх Мол, следуя своему видению, прибыл на Татуин в поисках Кеноби чтобы поквитаться с врагом всей своей жизни. Мол использует голокрон ситхов, чтобы заманить на планету юного джедая Эзру Бриджера, с которым он несколько раз пересекался, и выманить Кеноби. Оби-Ван нашёл Эзру в бессознательном состоянии в Дюнном Море и укрыл его от шторма. Когда Эзра очнулся, он предупредил Оби-Вана о присутствии Мола. Кеноби спокойно ответил, что знал обо всём и специально не стал скрываться. Вскоре их находит Мол. Кеноби отправил Эзру прочь к кораблю Мола, а сам собрался залечить «старую рану» в лице Мола. В ходе непродолжительного диалога Мол узнаёт причину пребывания Кеноби на Татуине — защита Люка Скайуокера. Оби-Ван активирует свой световой меч, приняв стойку формы III. Затем Кеноби перешёл на ту позицию, что использовал его мастер Квай-Гон во время поединка на Набу. Отметив это, Мол решил попытаться убить Кеноби тем же манёвром, который он использовал, чтобы победить Квай-Гона. Однако Оби-Ван ожидал этого. Кеноби парировал два удара забрака, а затем, когда Мол использовал тот самый манёвр, Оби-Ван разрубил меч пополам, одновременно нанеся смертельную рану в грудь.
Кеноби оказал Молу последние почести и отправился к ферме Ларсов. Прибыв туда, он услышал, как Беру Ларс зовёт Люка и увидел подростка, бегущего домой под заход солнц-близнецов.

### Эпизод IV: Новая надежда

Алек Гиннесс в роли Оби-Вана Кеноби в фильме «Звёздные войны. Эпизод IV: Новая надежда»

Оби-Ван появляется снова в возрасте 57 лет как отшельник под именем Бен Кеноби (после событий собственного сериала с участием его самого). Он спасает Люка Скайуокера от тускенов, когда тот искал сбежавшего дроида R2-D2, который в свою очередь искал Оби-Вана Кеноби, для того чтобы передать сообщение от принцессы Леи Органы с просьбой о помощи, поскольку была взята в плен Дартом Вейдером. Кеноби раскрыл Люку, что он и есть Оби-Ван, и рассказывает юноше о том, что он и отец Люка много лет тому назад были рыцарями-джедаями Республики и участвовали в Войнах Клонов. Но с реорганизацией Республики в Галактическую Империю наступили «тёмные времена». Почти все джедаи были выслежены и уничтожены Империей, а сам отец Люка был убит Вейдером, учеником Оби-Вана. Оби-Ван передаёт Люку световой меч его отца, которого Люк никогда не видел (а Оби-Ван, напротив, хорошо знал), и уговаривает Люка лететь с ним на Алдераан на помощь принцессе Лее. Люк колеблется, но в это время родных дядю и тётю Люка, у которых тот жил, убивают имперские штурмовики, ищущие дроидов. Увидев своих убитых дядю и тётю, Люк соглашается стать его новым учеником и постичь путь Силы, поскольку на Татуине его больше ничего не держит. По дороге в космопорт Кеноби использует способности джедая, что позволяет им пройти незамеченными через пост штурмовиков.
В космопорту они нанимают пилота-контрабандиста Хана Соло и его корабль «Сокол Тысячелетия». Они прибывают в расчётную точку, но вместо Алдераана обнаруживают лишь обломки, так как планета была уничтожена новым супер оружием империи, «Звездой смерти». Более того, их корабль привлекает внимание имперцев, и с помощью притягивающего луча его буксируют на «Звезду смерти». Героям удаётся спрятаться в потайных отсеках корабля, предназначенных для контрабанды, и обыск не приносит результатов.
Оби-Ван отправился отключать притягивающий луч, что он успешно проделал. Но на обратном пути он столкнулся со своим бывшим учеником, который чувствовал присутствие бывшего учителя. Между ними снова произошёл бой в ходе которого состоялся переход Оби-Вана в состояние Призрака Силы, что свидетельствует о том, что в своём развитии он достиг высот совершенства, превратившись в духа. Конец их схватки успевает увидеть Люк.

### Эпизод V: Империя наносит ответный удар
Призрак Оби-Вана Кеноби появляется Люку на планете Хот и велит ему лететь на планету Дагоба, чтобы стать учеником Йоды. Немного поупрямившись, Йода, наконец, соглашается обучить его путям Силы. До окончания своего обучения Люк, тем не менее, встаёт перед выбором: покинуть Дагобу и отправиться спасать своих друзей от Дарт Вейдера и Империи, или остаться и окончить обучение. Дав обещание Йоде вернуться и завершить подготовку, он отправляется в путь. Оба мастера-джедаи уверены в Люке, но Йода говорит, что если Люк не справится, то у них есть «ещё один».
Во время битвы Люка и Вейдера в Облачном городе, ситх спросил юношу, не сказал ли Оби-Ван ему, что случилось с его отцом, на что Люк ответил, что Вейдер убил его отца. Тогда Дарт Вейдер объяснил ему, что он и есть его отец, и предлагает свергнуть императора, но Люк отказался.

### Эпизод VI: Возвращение джедая
Дух Оби-Вана появляется после смерти Йоды и говорит Люку что его отец Энакин Скайуокер пал на тёмную сторону Силы и стал Дартом Вейдером, объясняя это тем что сказал ему правду в определённом смысле. Также он подтверждает догадки Люка о том, что «ещё один Скайуокер» — это его сестра-близнец Лея Органа, тоже чувствительная к Силе и будущий рыцарь-джедай. Оби-Ван говорит Люку, что для победы над Империей Ситхов ему предстоит ещё раз сразиться с Вейдером.
После победы Повстанцев над империей, в ходе которого была уничтожена вторая «Звезда смерти», а Дарт Вейдер убил Императора, защищая Люка (но сам тоже погиб от молнии Императора), призраки Оби-Вана Кеноби, Йоды и Энакина Скайуокера, вернувшегося на светлую сторону, появляются перед Люком во время празднования победы.

### Эпизод VII: Пробуждение силы
Во время видения Рей Оби-Ван пытался контактировать с ней с помощью Силы.

### Эпизод VIII: Последние джедаи
Люк косвенно упоминает Оби-Вана во время разговора с Рей.

### Эпизод IX: Скайуокер. Восход
Голос Оби-Вана слышен вместе с другими джедаями из прошлого, чтобы ободрить и одолжить Рей силы, чтобы уничтожить Палпатина. Оба голоса Макгрегора и Гиннесса используются.

### Сериал «Оби-Ван Кеноби»
Действие сериала разворачивается между событиями, показанными в фильмах «Месть ситхов» и «Новая надежда», на планете Татуин: именно туда удалился Кеноби после того, как привёз семье Ларсов младенца Люка Скайуокера. Действие начинается через десять лет после этих событий.

## Литературная критика
Критики проводят параллели между Оби-Ваном и Мерлином из легенды о короле Артуре: один тренирует Энакина Скайуокера, другой Утера Пендрагона, в обоих случаях наступает разочарование, и наставник начинает готовить сына своего бывшего ученика (Люка Скайуокера и самого короля Артура соответственно).

## Культурное влияние
Персонаж Оби-Вана был вдохновлён генералом Макабе Рёкюрота, сыгранным в фильме «Три негодяя в скрытой крепости» японским актёром Тосиро Мифунэ, которого создатель киноэпопеи Джордж Лукас планировал пригласить на роль Оби-Вана.
На TVtroops имя Оби-Вана используется как архетипа наставника.
Гиннесс получил номинацию на премию Оскар за лучшую мужскую роль второго плана за роль Оби-Вана Кеноби.
В 2003 году Американский институт киноискусства поставил Оби-Вана Кеноби на 37-е место в списке величайших героев фильмов всех времён и народов. Он также занял третье место в списке величайших персонажей Star Wars от IGN, а на UGO Network был назван одним из самых знаменитых героев всех времён.
В 2004 году совет гмины Любич в Польше принял решение дать имя Оби-Ван Кеноби одной из улиц в Грабовице, маленькой деревне близ города Торунь. Улица была названа в честь персонажа в 2005 году.
Популярность Оби-Вана в обществе столь высока, что его имя упоминается в связи с массой совершенно не относящихся к миру «Звёздных войн» вопросов: от прямых продаж до однополых отношений. Грузовое судно типа «балкер» дедвейтом свыше 40 тыс. т носило имя Obi-Wan с 2000 по 2005 г.
В начале фильма «Индиана Джонс и храм судьбы» Харрисон Форд и Кейт Кэпшоу вываливаются из окна клуба Obi Wan.